# Steve Pemberton

Steve Pemberton, 2019

Steven James „Steve“ Pemberton (* 1. September 1967 in Blackburn) ist ein britischer Schauspieler, Komiker und Autor.

## Leben und Karriere
Steve Pemberton begann seine Laufbahn als Schauspieler bei Fringe-Theatern. Während seines Theaterstudiums am Bretton Hall College lernte er Reece Shearsmith, Mark Gatiss und Jeremy Dyson kennen. Ab 1995 standen die vier Männer als The League of Gentlemen gemeinsam auf der Bühne, zwei Jahre später waren sie erstmals im Radio bei BBC Radio 4 zu hören. 1999 erhielt die Komikergruppe ihre gleichnamige BBC-Fernsehserie, durch die sie einem breiten Publikum bekannt wurden. Die Serie, an der sich Pemberton auch als Drehbuchautor beteiligte, wurde mit mehreren Fernsehpreisen ausgezeichnet. The League of Gentlemen lief bis 2002, es erschienen aber anschließend noch ein Kinofilm 2005 sowie eine Neuauflage mit drei Folgen zu Weihnachten 2017.
In den 2000er-Jahren übernahm Pemberton kleinere Rollen in einigen Kinofilmen, beispielsweise als Mr. Prosser in der Science-Fiction-Literaturverfilmung Per Anhalter durch die Galaxis (2005) sowie als Vikar in der Anfangsszene von Mr. Bean macht Ferien. Überwiegend tritt Pemberton aber im britischen Fernsehen in Erscheinung, so war er zwischen 2009 und 2013 einer der Hauptdarsteller der Krimiserie Whitechapel. Mit Reece Shearsmith, seinem Kollegen aus The League of Gentlemen, spielte er von 2009 bis 2011 die Hauptrolle in der Horror-Sitcom Psychoville. Die beiden schrieben auch die Drehbücher zu der Serie. Seit 2014 arbeiten Pemberton und Shearsmith gemeinsam an der Fernsehserie Inside No. 9, erneut in den Funktionen als Hauptdarsteller und Drehbuchautoren. Für die Serie wurde Pemberton im Jahr 2019 mit einem British Academy Film Award als Bester Darsteller eines Comedyprogramms ausgezeichnet.
Pemberton lebt im Norden Londons mit seiner Lebensgefährtin Alison, sie haben drei Kinder.

## Filmografie (Auswahl)
- 1998: In the Red (Fernsehserie, 2 Folgen)
- 1999–2002, 2017: The League of Gentlemen (Fernsehserie, 22 Folgen)
- 2001: Birthday Girl
- 2004: The Life and Death of Peter Sellers
- 2004: Agatha Christie’s Poirot – Tod auf dem Nil (Death on the Nile, Fernsehfilm)
- 2005: Under the Greenwood Tree (Fernsehfilm)
- 2005: Per Anhalter durch die Galaxis (The Hitchhiker’s Guide to the Galaxy)
- 2005: The League of Gentlemen’s Apocalypse
- 2005: Lassie kehrt zurück (Lassie)
- 2005: Match Point
- 2007: Hauptsache verliebt (I Could Never Be Your Woman)
- 2007: Mr. Bean macht Ferien (Mr. Bean’s Holiday)
- 2007–2015: Benidorm (Fernsehserie, 43 Folgen)
- 2008: Agatha Christie’s Marple (Fernsehserie, 1 Folge)
- 2008: Doctor Who (Fernsehserie, 2 Folgen)
- 2009–2011: Psychoville (Fernsehserie, 14 Folgen)
- 2009–2013: Whitechapel (Fernsehserie, 18 Folgen)
- 2010: Terry Pratchett – Ab die Post (Going Postal)
- 2012: Gestatten, Mr. Stink (Mr. Stink, Fernsehfilm)
- 2014: Happy Valley – In einer kleinen Stadt (Happy Valley; Fernsehserie, 6 Folgen)
- 2014–2024: Inside No. 9 (Fernsehserie, 30 Folgen)
- 2015: Lewis – Der Oxford Krimi (Lewis; Fernsehserie, 2 Folgen)
- 2017: Inspector Barnaby (Midsomer Murders; Fernsehserie, Folge Red in Tooth & Claw)
- 2019: Britannia (Fernsehserie, 2 Folgen)
- 2019: Worzel Gummidge (Fernsehserie)
- seit 2019: Good Omens (Fernsehserie)
- 2020: Death in Paradise (Fernsehserie, 1 Folge)
- 2020: Killing Eve (Fernsehserie, 5 Folgen)
- 2022: Brassic (Fernsehserie, 1 Folge)
- 2024: Taskmaster (Fernsehserie, 10 Folgen)
- 2024: Better Man – Die Robbie Williams Story (Better Man)